# کوه‌های آتاپوئرکا
کوه‌های آتاپوئرکا (به اسپانیایی: Sierra de Atapuerca) نوعی تپهٔ کارست است که در نزدیکی آتاپوئرکا در کاستیا و لئون، شمال اسپانیا قرار دارد. این منطقه سرشار از سنگواره و ابزارهای سنگی است و باستان شناسان همچنان مشغول حفاری در آن‌اند. قدیمی‌ترین از نسل انسان که در اروپای غربی زندگی می‌کرده متعلق به این منطقه است. سنگواره‌های این منطقه متعلق به دورهٔ پارینه‌سنگی زیرین به این سو است این کوه‌ها منطقهٔ مورد علاقهٔ انسان راست‌قامت، انسان پیشگام و انسان هایدلبرگی بوده‌است. نمونه‌های یافت شده مربوط به ۱٫۲ میلیون تا ۶۰۰ هزار سال پیش است.
کوه‌های آتاپوئرکا در فهرست میراث جهانی یونسکو قرار دارد.

## جغرافیا
کوه‌های آتاپوئرکا منطقه‌ای به گستردگی ۲۸۴٬۱۱۹ هکتار را پوشش داده که در اصل رشته تپه‌هایی کارست با ارتفاع ۱۰۸۰ متر از سطح دریا است که در شمال شرق رود دورو قرار دارد. این منطقه در دوره‌ای جزئی از میان‌گذر روم باستان به سمت زیارتگاه کامینو د سانتیاگو بود. امروزه در این منطقه یک بزرگراه ساخته شده‌است.

## نگارخانه

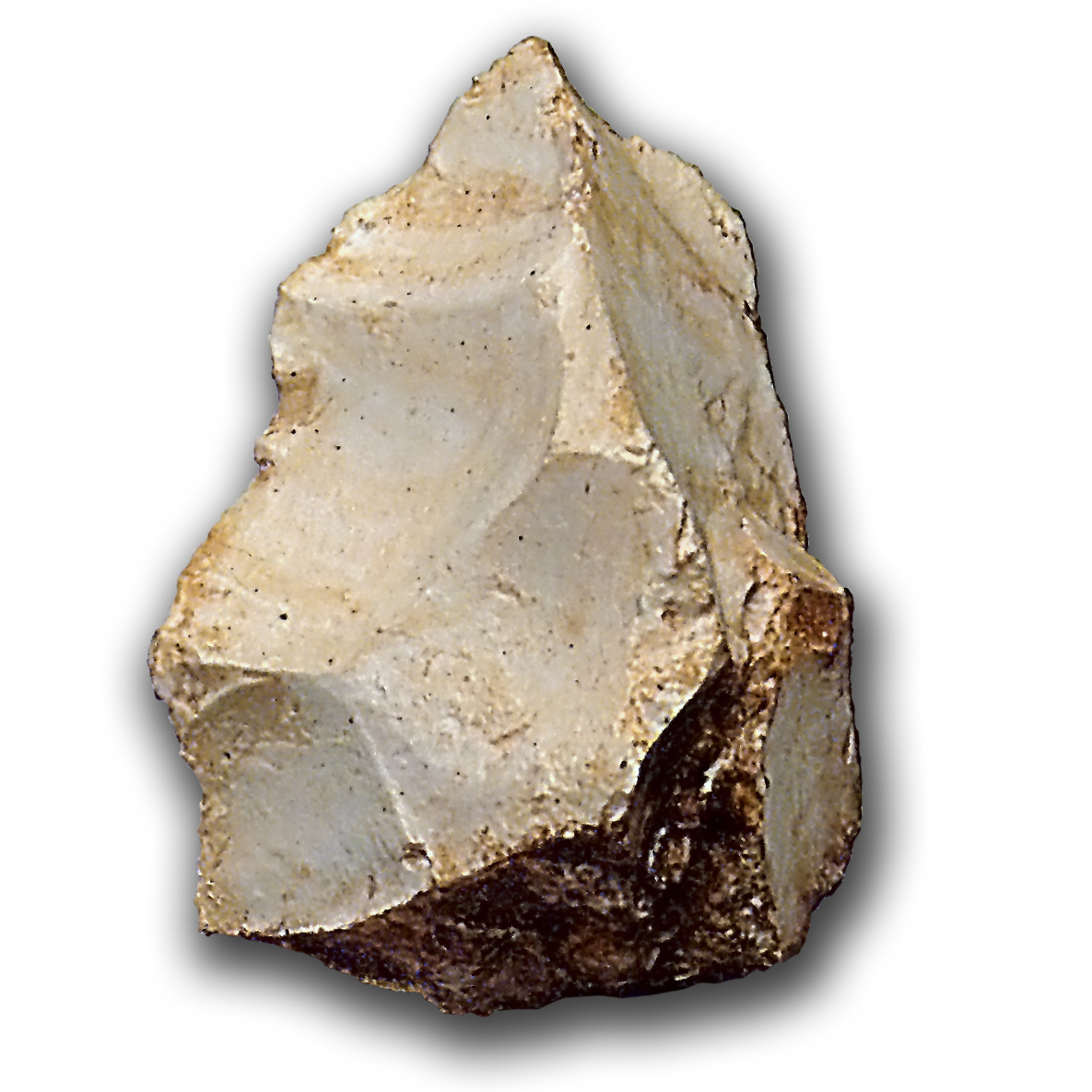
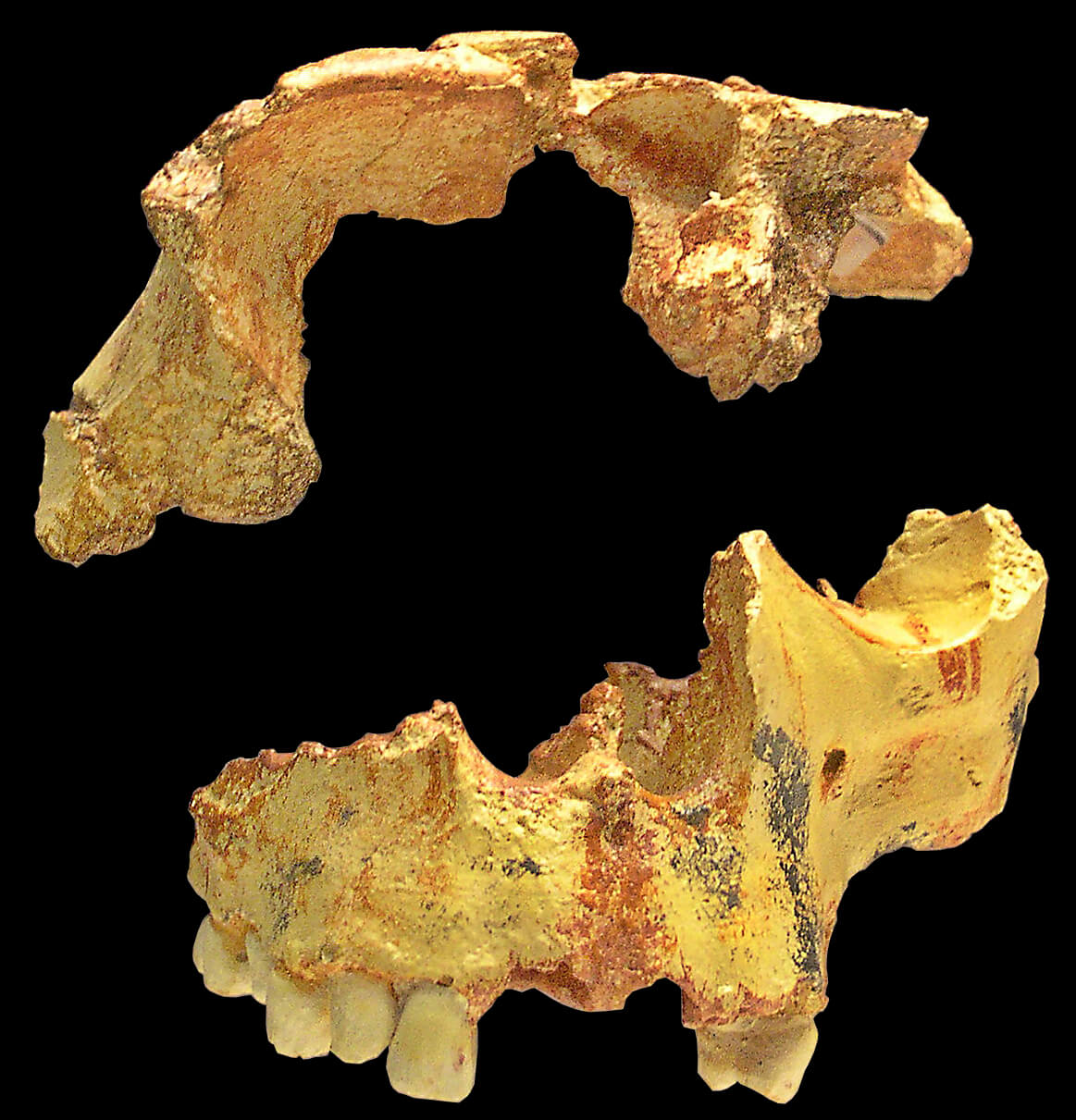
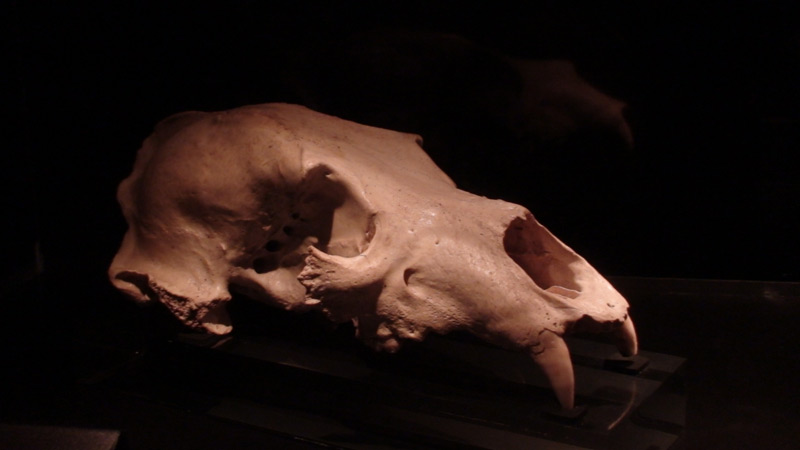
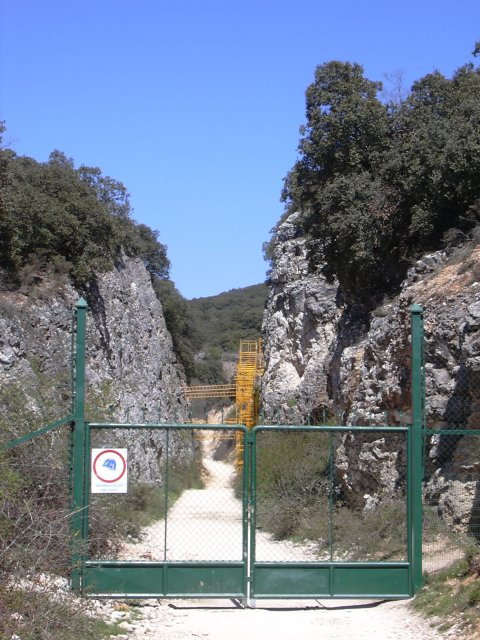